# Sinfonia n. 7 (Šostakovič)
La Sinfonia n. 7 Op. 60 in do maggiore Leningrado di Dmitrij Šostakovič è una delle composizioni più note ed eseguite di questo autore russo del XX secolo. È stata scritta nel 1941, prevalentemente durante l'assedio di Leningrado da parte dell'esercito nazista, ed eseguita per la prima volta il 5 marzo dell'anno successivo, presso il Palazzo della Cultura di Kujbyšev, attuale Samara.

## Situazione storica
La vita pubblica di Dmitrij Šostakovič è intrisa di politica. La sua situazione di cittadino e artista dell'Unione Sovietica lo portò ad avere rapporti, a volte contrastanti, con il governo: alcune sue composizioni furono criticate dalle gerarchie comuniste e il suo ruolo di esponente di spicco della cultura socialista venne riabilitato solamente dopo la morte di Stalin, con la sua adesione ufficiale al partito comunista (1960).
Šostakovič scrisse questa opera durante l'Operazione Barbarossa; la prima mossa dell'Asse fu proprio quella di assediare la seconda città sovietica, Leningrado, ma la popolazione resistette per 900 giorni, prima che l'armata rossa rompesse l'assedio e costringesse il nemico alla ritirata. Šostakovič si trovava proprio a Leningrado, sua città natale, quando i nazisti la isolarono, ma fu uno dei primi a lasciarla, riuscendo a completare la sinfonia lontano dagli scenari di guerra nel dicembre 1941.

## La stesura della composizione
Slonimskij definì la Settima una 
Il 15 luglio, nella già descritta atmosfera di mobilitazione bellica, Šostakovič inizia la composizione della sinfonia, che lo farà diventare agli occhi del mondo l'emblema musicale della resistenza sovietica ai nazisti. Il primo movimento viene scritto durante un incessante bombardamento della città. Il 16 settembre, in una trasmissione radiofonica di incoraggiamento dei soldati al fronte, il compositore dice:
Il giorno dopo esegue i primi due movimenti.
Agli inizi di ottobre viene deciso di far trasferire i maggiori personaggi culturali della città in una zona più sicura. Šostakovič con la moglie e i figli Galja e Maksim parte per gli Urali. In un'intervista al "Vecernaja Moskva" Šostakovič spiega che ha completato il primo movimento il 3 settembre, il secondo il 17 e il terzo il 29 novembre. Mai il compositore lavorò così velocemente nella scrittura di un'opera.
Il treno che partì per la nuova destinazione trasportava anche intellettuali come Vissarion Jakovlevič Šebalin, Dmitrij Borisovič Kabalevskij, David Fëdorovyč Ojstrach, Ėmil' Gilel's, Sergej Ėjzenštejn e Il'ja Erenburg.
A Kujbyšev, dove vennero sistemati, il musicista continuò la sinfonia, portandola a termine il 27 dicembre. La prima venne eseguita sembra a Kujbyšev 3 mesi dopo. Sulla Pravda lo scrittore Aleksej Tolstoj la definisce come "vittoria dell'uomo sulla bestia".

## Struttura
La sinfonia dura circa 80 minuti ed è formata da quattro movimenti:

### Allegretto
Il primo movimento ha forma di sonata. Inizia con un maestoso, potente tema patriottico introdotto dagli archi e poi ripetuto dai legni. Una melodia piana affidata al flauto solo e al primo violino rappresentano la quiete del paese prima dell'inizio della Seconda Guerra Mondiale. Dopo questa sezione a un tempo placida e pregna di ansia, inizia il famoso "tema dell'invasione", probabile caricatura della canzone Da geh' ich zu Maxim dell'operetta La vedova allegra di Franz Lehár, che era notoriamente una delle preferite di Adolf Hitler. Il crescendo, dopo le 12 ripetizioni del tema, strutturate in modo molto simile - complice la presenza del ritmo ostinato dei tamburi rullanti - al Bolero di Maurice Ravel, culmina in un fortissimo affidato agli ottoni, consistente in una ripetizione di scale. Raggiunge l'apice della tensione in un fragoroso passaggio in fortissimo in cui si mescolano in caotica dialettica archi, ottoni e percussioni. Poco dopo, un solo di clarinetto e di fagotto ripropone il calmo tema iniziale. Infine il tema dell'invasione, con un'orchestrazione più dimessa e delicata affidata a trombe e tamburo rullante, chiude il movimento.

#### Il tema dell'invasione

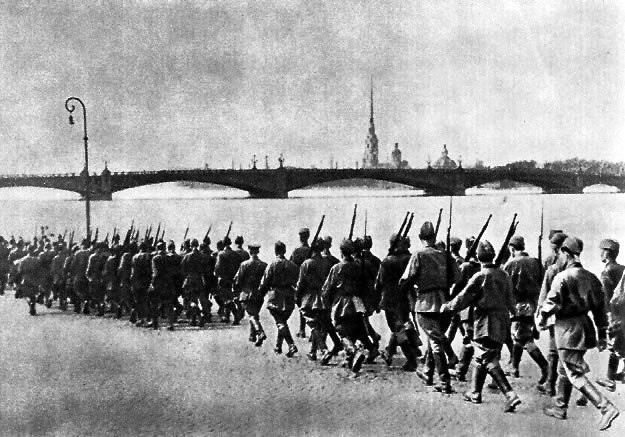
Marcia delle truppe del distretto militare di Leningrado nell'estate del 1941

Il tema dell'invasione è eseguito da varie sezioni/strumenti dell'orchestra; si tratta di un ostinato di 22 battute ripetuto per 12 volte. Il sottofondo ritmico è affidato al rullante (se inizialmente si usa un solo tamburo, per il crescendo si tende ad utilizzare fino a 3 strumentisti diversi), che esegue una figurazione ritmica, dal pianissimo al fortissimo, di due battute ripetute per tutto il periodo. Un altro accompagnamento è dato dai bassi, che con due diversi temi accompagnano la melodia.
Nelle singole variazioni emergono precisi valori strutturali: settime, in canone, con moti contrari, canone ravvicinato, accordi paralleli (con diesis e bemolle), tema al basso, con controcanto cromatico, con controcanto cromatico per terze, nuovamente un controcanto all'acuto, modulazione in la maggiore, eccetera. La sequenza di impasti timbrici e coloristici è la seguente:
1. Archi in pizzicato
2. Flauto
3. Flauto e ottavino
4. Oboe e fagotto
5. Ottoni
6. Clarinetto e oboe
7. Archi
8. Archi
9. Ottoni
10. Fiati ed archi
11. Tutti
12. Tutti

### Moderato (poco allegretto)
Il secondo movimento, originariamente intitolato "Memorie", è il più corto della sinfonia; ha una struttura tripartita in forma ABA'. Šostakovič riferì che era impostato basandosi su uno scherzo e un intermezzo lirico. L'inizio è caratterizzato da un breve inciso degli strumentini e da un tema calmo e danzante affidato al violino e presenta, a tratti, le sembianze di una fuga; nella sezione successiva il tema passa all'oboe solo che ripropone la melodia innalzata di un tono. Legni, ottoni e archi continuano lo sviluppo del movimento in differenti impasti timbrici. A metà dello svolgimento un clarinetto piccolo apre la sezione centrale, la più animata del movimento e dominata da ritmi cadenzati. Il tema principale, di carattere drammatico, viene elaborato da legni, ottoni e percussioni fino a trasformarsi in tragico valzer dal sapore quasi mahleriano. L'ultima sezione ripropone i temi della prima parte con una strumentazione più lieve e cristallina, che alterna archi e legni fino alla conclusione

### Adagio
Il terzo movimento si apre con un accordo struggente e profondo, come a descrivere la desolazione e la distruzione causate dalla guerra. Anche questo movimento è tripartito e strutturato come il precedente: la prima parte presenta delle lunghe figurazioni, per lo più affidate agli archi; la sezione centrale è più animata, in cui gli archi si librano eroici e rabbiosi, sostenuti dagli ottoni e dalle percussioni, quasi a raffigurare le premesse di una prossima vittoria sul nemico invasore; l'ultima parte, infine, è una ricapitolazione della prima.

### Allegro non troppo
Collegata direttamente al movimento precedente, la prima parte del finale (di carattere eminentemente descrittivo e celebrativo) è dominata da incisi ritmici, percussivi e coloristici non dissimili da quelli del primo movimento, raffigurazione del popolo che organizza la propria difesa per liberarsi dall'invasore. I temi dell'ultima parte, con le sue melodie festose, trionfanti e di carattere popolare, celebrano la resistenza. Ritorna infatti il tema del primo movimento, esposto dagli ottoni. La sinfonia si conclude in modo trionfale e retorico (simile in questo alla Quinta Sinfonia) col dispiegamento degli ottoni e delle percussioni.

## Significato dell'opera
La Settima Sinfonia simboleggia un'appassionata denuncia dei crimini della guerra. Pur descrivendo l'invasione delle truppe naziste attraverso l'uso di un tema installato nel primo movimento (il già citato tema dell'invasione), la sinfonia non intende rappresentare il solo punto di vista del cittadino sovietico ma quello di qualunque popolo in armi che tenta di resistere alle crudeltà della guerra.
Secondo il musicologo e dissidente russo Solomon Volkov, che ha scritto nel 1979 una controversa biografia dell'autore (Свидетельство, trad. it. Testimonianza. Le memorie di Dmitrij Šostakovič), l'idea iniziale sarebbe stata quella di produrre una sinfonia di un movimento solo, comprendente anche delle voci, a cui affidare le parole del salmo 12; lo stesso Volkov sostiene che la Settima Sinfonia sarebbe stata dedicata alla città di Leningrado, che «Hitler ha distrutto e Stalin semplicemente ha finito». Tuttavia, diversi musicologi sostengono che le informazioni contenute nel lavoro di Volkov (già rigettate dalla vedova del compositore) sono inaffidabili, in parte inventate o rimaneggiate.

### Il successo mondiale
Successivamente alla prima esecuzione, un microfilm contenente la partitura venne mandato in occidente. Iniziò così il mito mondiale della Settima:
- Sir Henry Wood condusse una performance alla BBC il 22 giugno 1942, per il primo anniversario dell'entrata in guerra dell'Unione Sovietica, mentre il 29 a Londra essa ricevette gli apprezzamenti di George Bernard Shaw.
- Il 19 luglio venne eseguita per la prima volta in America da Arturo Toscanini e dalla NBC Symphony Orchestra e mandata in onda via radio. Il maestro volle fortemente dirigere quest'opera di Šostakovič.
- Il 20 luglio 1942 sulla copertina del "Times" venne pubblicata una foto storica di Šostakovič, col cappello da pompiere, ad effettuare controlli sul tetto del conservatorio di Leningrado per spegnere eventuali incendi.
- Solamente negli USA nell'arco dell'anno la Settima venne eseguita altre 62 volte sotto le bacchette di Sergei Koussevitzky, Leopold Stokowski, Artur Rodziński, Dimitri Mitropoulos, Eugene Ormandy, Pierre Monteux e molti altri.

Il 9 agosto venne eseguita a Novosibirsk, sede provvisoria della Filarmonica di Leningrado.
Successivamente, con il volgere positivo della guerra per l'URSS, l'opera venne suonata a Kiev, Riga, Odessa.
Nikolaj Slonimskij sul "Musical Quarterly" parla di una "Sinfonia per uccidere Hitler";
Toscanini sul "Times" invita il maestro russo in America: 
Ancora nel '42 - '43 l'opera fu eseguita in Messico, Canada, Argentina, Perù, Uruguay;
Tra il 1945 e il 1946 rappresentata a Parigi, Praga, Belgrado, Roma, Oslo, Vienna, Sofia, Copenaghen, Zagabria, Cracovia e Budapest. L'anno successivo venne finalmente presentata nella capitale tedesca, Berlino.
La popolarità della Settima fu così ampia, e così numerose furono le trasmissioni radiofoniche delle sue registrazioni, che il compositore ungherese Béla Bartók (all'epoca emigrato negli Stati Uniti) ne fu infastidito e inserì una breve parodia del "tema dell'assedio" seguita da un glissando dei tromboni (una sorta di pernacchia nei confronti della sinfonia di Šostakovič) nell'Intermezzo interrotto (Allegretto), quarto movimento del suo celebre Concerto per orchestra.
Una curiosità. Quest'opera viene citata nel famoso film "Green Book", vincitore nel 2019 di 3 premi Oscar. Don Shirley, colto musicista, aiuta il suo autista, Tony Lip, a scrivere una lettera romantica alla moglie. Alla fine Tony chiede: "Posso mettere 'P.S. baci ai bambini'?" e Don gli risponde, interdetto, "È come suonare un campanaccio alla fine della VII di Shostakovich." Tony, confuso, chiede ancora: "Quindi ci sta bene?" e Don, rassegnato, risponde "È perfetto, Tony." E Tony poi effettivamente lo scrive e lo scriverà in tutte le successive lettere...

## Registrazioni
- "Dmitry Shostakovich, The Symphonies", Vladimir Ashkenazy, St Petersburg Philharmonic Orchestra
- "Dmitry Shostakovich, The Complete Symphonies", Mstislav Rostropovich, National Symphony Orchestra, London Symphony Orchestra, Academic Symphony Orchestra of Moscow
- "Shostakovich, Symphonie Nr. 7 Leningrader", Symphonieorchester des Bayerischen Rundfunks, Mariss Jansons - 2019, BR Klassik 900184 (registrato dal vivo 9-12 febbraio 2016 a Monaco di Baviera)